# Josef Tesař
Josef Tesař (* 11. März 1927 in Velim; † 29. Juni 2007) war ein tschechoslowakischer Volleyballspieler.

## Karriere
Tesař wurde mit der tschechoslowakischen Nationalmannschaft zweimal Vize-Weltmeister (1949 in Prag und 1952 in Moskau) und 1956 in Paris Weltmeister. Außerdem wurde der Mittelblocker dreimal Europameister (1948 in Rom, 1955 in Bukarest und 1958 in Prag) sowie 1950 in Sofia Vize-Europameister.
Mit seinen Vereinen AFK Sokol Kolín und ÚDA Prag/Dukla Prag/Dukla Kolín wurde Tesař elfmal tschechoslowakischer Meister. 2019 wurde er posthum in die „Volleyball Hall of Fame“ aufgenommen.